# Karschiola holoclera
Karschiola holoclera är en fjärilsart som beskrevs av Karsch 1894. Karschiola holoclera ingår i släktet Karschiola och familjen björnspinnare. Inga underarter finns listade i Catalogue of Life.